# 行政區 (德語圈)
區德語圈國家的一個細分行政區劃名稱。它從1874年到1945年在普魯士使用，在2010年1月1日之前在瑞士伯爾尼州使用。在普鲁士，各區的管理由辦公室負責人負責。在二战期间设立的“東部綜合區”（德語：eingegliederten Ostgebieten）下，区的政务由辦公室專員負責。 每個行政區都有自己的圓形图章，用於在其文件传递中进行密封。
一战后划出的但泽自由市和梅梅爾領地也采用这一区划，此前的普魯士條例在1920年後仍然有效，只是將区长的任期分别縮短為四年和三年。